# Elefant von Murten

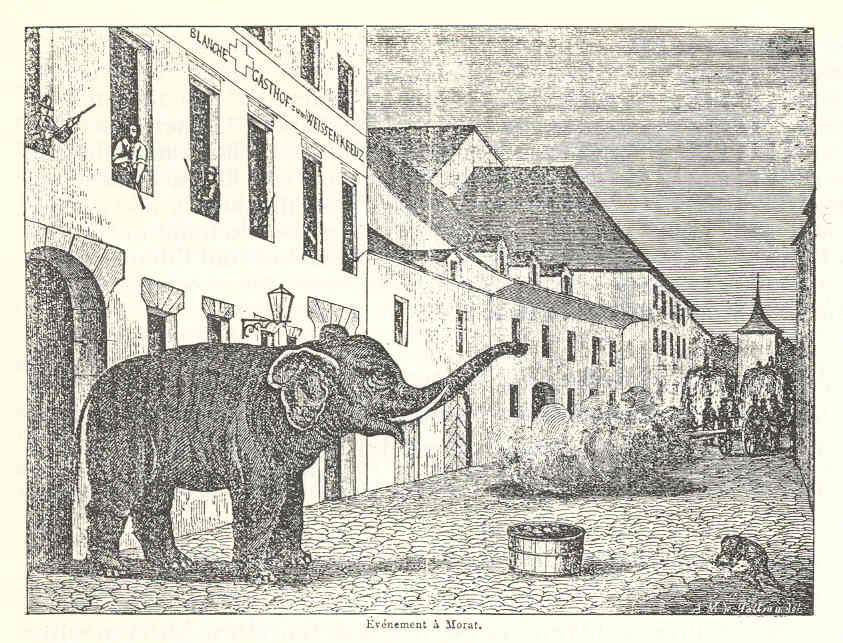
Die Elefantenjagd von Murten, 1866

Der Elefant von Murten († 29. Juni 1866) war ein Zirkuselefant, der in der Schweizer Kleinstadt Murten im Kanton Freiburg seinen Wärter tötete und anschliessend durch eine Kanonenkugel zu Tode gebracht wurde. Das Skelett befindet sich im Naturhistorischen Museum in Bern.

## Vorgeschichte
Anlässlich eines Wochenmarktes machte der US-amerikanische Wanderzirkus Bell & Myers am 27. Juni 1866 in Murten Station und gab am folgenden Tag eine Vorstellung. Attraktion waren zwei dressierte Elefanten, ein weibliches und ein männliches Tier, die Kunststücke vorführten. Da der Ort klein und die Zirkusdarbietung bereits überaus gut besucht war, sah das Unternehmen von einer weiteren, weniger rentablen Vorstellung ab und beschloss, am nächsten Tag weiterzuziehen. In den frühen Morgenstunden tötete der männliche Elefant seinen ihn seit 14 Jahren versorgenden Wärter und rannte aus seiner Unterkunft, einer städtischen Remise, in die Murtner Gassen. Der Elefant hatte bereits in der Vergangenheit aggressive Verhaltensphasen gezeigt, in denen er ein Pferd getötet und eine unkontrollierbare Zerstörungswut an den Tag gelegt hatte. Vermutlich befand er sich in der Musth, einer testosteronbedingten Erregungsphase, die nur bei erwachsenen Elefantenbullen auftritt.

## Die Elefantenjagd und ihre Folgen
Die Verfolgung durch die Zirkusbetreiber und die diese unterstützenden Murtener Bürger blieb erfolglos. Geraume Zeit rannte das nicht zu bändigende Tier hin und her und verursachte bei den Anwohnern Tumulte. Es gelang den Verfolgern, den Elefanten durch den Bau von Barrikaden in einer Gasse einzuschliessen. Der Zirkusbesitzer beschloss, ihn töten zu lassen. Gegen Mittag des 29. Juni wurde eine in Freiburg georderte Kanone, ein Sechspfünder mit Munition, in Stellung gebracht und abgefeuert. Das Geschoss traf das Tier tödlich, es starb sofort. Nachdem der getötete Elefantenführer am Nachmittag auf dem Murtener Friedhof beerdigt worden war, zog der Zirkus weiter und hinterliess den Kadaver des Elefanten den Murtnern.
Wie auch im Fall des einen der beiden Elefanten von Garnier, die zu Beginn des 19. Jahrhunderts ebenfalls in Städten durch Kanonen zu Tode gekommen waren, und später von Castor und Pollux 1870 in Paris wurde das Fleisch des Tiers an die Bürger der Stadt zum Verzehr verkauft. Die Elefantenhaut wurde präpariert, um den Dickhäuter gegen Eintritt ausstellen zu können. Zu diesem Zweck wurde ein Pavillon errichtet. Der Rat der Stadt sah jedoch eine Ausstellung nicht als gewinnbringend an und verkaufte den ausgestopften Elefanten zusammen mit dem separat präparierten Skelett für 2900 Franken ans Museum nach Bern. Die bis dahin angefallenen Kosten der Stadt für den Elefanten betrugen 3316 Franken und 99 Rappen. Der Pavillon wurde abgerissen.

## Überlieferung
Das Skelett, das besonders grosse Stosszähne aufweist, gehört zur Sammlung des Anatomischen Instituts der Universität Bern, das seine Bestände als dauerhafte Leihgabe dem Naturhistorischen Museum überlassen hat. Dort ist es heute zu besichtigen. Von der ausgestopften Bullenhaut fehlt jedoch seit einem Umzug des Museums im Jahr 1940 jede Spur.
Das Ereignis ist als Elefantenjagd von Murten in Schilderungen von Augenzeugen, Zeitungsartikeln und Protokollen der Ratssitzungen überliefert. Hermann Schöpfer trug die Dokumente 1974 zusammen, darunter auch den 1868 verfassten Bericht des ortsansässigen Schlossers Johann Frey. Das Originalmanuskript dieser ausführlichen Darstellung ist verschollen, erhalten war eine Abschrift in Murtner Privatbesitz. Stephan Oettermann gab diesen Bericht 1982 in voller Länge wieder.
Der untere Teil der Rathausgasse in Murten ist in Erinnerung an das Ereignis dort auch heute noch als „Elefantengasse“ bekannt.
Zum 150. Jahrestag der Ereignisse wurde im Juni 2016 eine begehbare Skulptur des Künstlers Beat Breitenstein errichtet, eine Elefantenfigur, die aus mehreren hundert Platten aus Eichenholz und Stahlträgern gefertigt wurde. Sie steht vor dem Murtner Museum.